# Joan García Junceda i Supervia
Joan García Junceda i Supervia   (Barcelona, 13 de febrer de 1881 - Blanes, 10 de setembre de 1948), conegut com a Joan Junceda, fou dibuixant i il·lustrador, un dels caricaturistes catalans més destacats de la primera meitat del segle xx.

## Biografia
Va néixer a la rambla de Catalunya de Barcelona, fill del militar d'origen asturià José García-Junceda y Mesanza, nascut a Barcelona el 1843, i de la seva esposa, Maria del Pilar Supervia i Ribera (o Rivera), natural de Calataiud. Fou apadrinat per qui era, aleshores, un jove estudiant de música, Enric Granados i Campiña, la família del qual vivia també al mateix immoble de la rambla de Catalunya. El pare de Joan Junceda i el d'Enric Granados havien coincidit al mateix regiment a Lleida en l'època a la qual va néixer Granados. La mare, Pilar Supervia, era tia de la mezzosoprano barcelonina Conxita Supervia.
Joan Junceda, com se'l va conèixer artísticament, va col·laborar en un munt de publicacions, entre les quals destaquen ¡Cu-Cut!, Papitu, Picarol, La Piula i sobretot En Patufet.
La seva formació autodidàctica començà quan, després de suspendre l'examen d'ingrés per fer la carrera militar, va entrar a treballar a les oficines dels magatzems barcelonins El Siglo, on aviat ingressaria a la secció de dibuixants del catàleg dels productes dels magatzems. El seu primer dibuix va ser publicat al ¡Cu-Cut! el 24 de desembre del 1902 amb el pseudònim Ribera, que era el segon cognom de la seva mare.
Il·lustrà també les "Historietes Exemplars" d'en Josep Maria Folch i Torres, publicades per primera vegada a la revista L'Esquitx. Altres importants obres infantils i juvenils, inclouen el Bon Seny, una recopilació de lliçons morals catalanes ancestrals feta per Josep Abril i Virgili (1869-1918). Bon Seny conté aforismes, faules, així com exemples d'humor local (acudits) basats en valors cristians tradicionals catalans, el famós "seny". Editat en català abans de la Guerra Civil, el Bon Seny va ser un llibre difícil de trobar a l'època del franquisme. Se'n va fer una reedició limitada l'any 1959, quan les publicacions catalanes estaven severament restringides. Llavors, per unes dècades, es va convertir en un article de col·lecció rar, però ha estat reeditat per una editorial catòlica a Barcelona nou anys després de la mort de Franco.
L'any 2003, l'Associació Professional d'Il·lustradors de Catalunya va crear els Premis Junceda, que adopten el seu nom com a mostra de reconeixement a la seva tasca com a renovador de la il·lustració contemporània.
Actualment, es poden trobar obres de l'artista a diverses col·leccions i museus de Catalunya, com el Museu Abelló de Mollet del Vallès.

## Fons
Una part del fons de Joan Junceda, compost per correspondència familiar (intercanviada entre Junceda i la seva dona, Rosa Portas, els seus fills i la família política) i d'altri, alguns quaderns amb notes de la família de la seva dona, així com alguna documentació personal, es conserven a la Biblioteca de Catalunya.
Per la seva banda, l'Arxiu Històric de la Ciutat de Barcelona (AHCB) custodia 195 dibuixos originals creats per a les publicacions La Tralla (109), Metralla (84) i Garba (2).
L'Arxiu Municipal de Blanes custodia una part del fons Junceda. Així mateix, la Biblioteca de Catalunya també conserva documentació del seu fons personal.